# Michaił Czernow (polityk)
Michaił Aleksandrowicz Czernow (ros. Михаил Александрович Чернов, ur. 8 listopada?/20 listopada 1891 we wsi Terezino w guberni kostromskiej, zm. 15 marca 1938) – radziecki polityk i działacz partyjny, członek KC WKP(b) (1934-1937).

## Życiorys
W 1909 wstąpił do SDPRR, w latach 1913-1917 studiował matematykę na Uniwersytecie Moskiewskim (nie ukończył), od czerwca 1918 sekretarz Komitetu ds. Ustanowienia Iwanowsko-Wozniesieńskiego Instytutu Politechnicznego, w latach 1919-1920 członek SDPRR (internacjonalistów), w 1920 kierownik gubernialnego oddziału kontroli państwowej w Iwanowie-Wozniesieńsku, w latach 1920-1921 kierownik gubernialnego wydziału edukacji narodowej w tym mieście, od 1920 członek RKP(b). Od grudnia 1921 do sierpnia 1922 sekretarz odpowiedzialny gubernialnego komitetu RKP(b) w Iwanowie-Wozniesieńsku, od sierpnia 1922 do 1923 przewodniczący komitetu wykonawczego rady gubernialnej w tym mieście, w latach 1923-1925 przewodniczący Komitetu Wykonawczego Donieckiej Rady Gubernialnej, w latach 1925-1928 ludowy komisarz handlu zagranicznego Ukraińskiej SRR, w latach 1926-1930 szef wydziału Ludowego Komisariatu Handlu ZSRR, między 1928 a 1930 członek Kolegium tego komisariatu. W 1930 przewodniczący Zarządu Zjednoczenia "Sojuzchlieb", od 1930 zastępca ludowego komisarza zaopatrzenia ZSRR, w latach 1932-1933 zastępca przewodniczącego Komitetu Zapasów przy Radzie Komisarzy Ludowych ZSRR, od kwietnia 1933 do kwietnia 1934 przewodniczący Komitetu ds. Zapasów Produktów Rolnych przy Radzie Komisarzy Ludowych ZSRR, od 10 lutego 1934 do 29 października 1937 członek KC WKP(b), od 10 kwietnia 1934 do 29 października 1937 ludowy komisarz rolnictwa ZSRR.
7 listopada 1937 aresztowany, 13 marca 1938 skazany na śmierć w III procesie moskiewskim, następnie rozstrzelany. 4 lutego 1988 pośmiertnie zrehabilitowany.